# Piotr Arciechowski
Piotr Arciechowski herbu Grabie (zm. 1562) – dziekan wileński w 1561 roku, kanonik wileński i referendarz podlaski w 1556 roku, kanonik warszawski w 1552 roku, referendarz królewski w 1545 roku, sekretarz Jego Królewskiej Mości w latach 1545–1562, prepozyt stobnicki w 1550 roku.
W 1562 mianowany ordynariuszem kamienieckim, zmarł przed odbyciem ingresu.